# Словения на «Евровидении-1996»
Для Словении участие в сорок первом выпуске телевизионного конкурса Евровидение-1996 было третьим. Страну представляла певица Регина (настоящее имя - Ирена Когой) с песней Dan najlepših sanj ("День самых прекрасных снов"), написанной её мужем-продюсером Александром Когоем. По итогам голосования она заняла только 21-е место из 23, набрав 16 баллов. Несмотря на столь низкий результат, Словении удалось пройти квалификацию на участие в Евровидение-1997 по новому правилу. Поэтому, Dan najlepših sanj стала предшественницей словенской заявки 1997 года Zbudi se в исполнении Тани Рибич. Конкурс был показан RTV Slovenija с комментариями Миши Молк. Глашатаем от Словении был Марио Галунич.

## До «Евровидения»

### EMA 1996
Начиная с 1993 года словенский вещатель RTV Slovenija (RTVSLO) отвечает за организацию отбора заявки на Евровидение и дальнейшую трансляцию конкурса. С 1993 года RTVSLO организовывает национальный отбор под названием Eurovizijska Melodija (EMA) с участием нескольких артистов и песен. EMA 1996 состоялся 10 февраля в телестудии в Любляне. Ведущей была Тайда Лекше. Первоначально планировалось участие двенадцати исполнителей, но группа Faraoni после объявления списка участников снялась с конкурса. Победитель определялся голосами жюри, представлявших 12 региональных радиостанций Словении.
| Порядковый номер | Исполнитель                 | Название песни       | Автор(ы)                               | Очки | Место |
| ---------------- | --------------------------- | -------------------- | -------------------------------------- | ---- | ----- |
| 1                | Вили Ресник                 | Nekdo, ki zmore vse  | Примож Петерца                         | 56   | 5     |
| 2                | Ирена Врчковник             | Naj mesec ugasne     | Матьяж Влашич, Урша Влашич             | 104  | 2     |
| 3                | Panda                       | Sama proti vsem      | Андрей Помпе, Сузана Йеклич            | 65   | 4     |
| 4                | Роберто                     | Nisi, nisva          | Элвис Добрилович, Роберто, Миша Чермак | 3    | 11    |
| 5                | Аленка Видрих и Миха Вардян | Moja sreča, to si ti | Миха Вардян                            | 25   | 8     |
| 6                | Don Juan                    | Ena, dva, tri        | Миран Факин, Вили Бёрток               | 36   | 7     |
| 7                | Ирена Видик                 | To je bil le dotik   | Блаж Юрьевчич, Милан Деклева           | 9    | 10    |
| 8                | Марта Зоре                  | Pojdi z njo          | Марта Зоре, Миша Чермак                | 74   | 3     |
| 9                | Pop Design                  | Volk samotar         | Матьяж Влашич, Тони Кошмрль            | 48   | 6     |
| 10               | Регина                      | Dan najlepših sanj   | Александер Когой                       | 118  | 1     |
| 11               | Ansambel Janeza Novaka      | Kako ti je ime?      | Томаж Зной, Тадей Васле                | 22   | 9     |

### Аудиоквалификация
В начале 1996 года было анонсировано, что Европейским вещательным союзом введено новое правило о квалификации стран-участниц. Все желающие принять участие на Евровидение-1996 должны были разослать через членов жюри аудиокассеты с записанными песнями. Всего поступило 29 кассет, а жюри должно было определить 22 из них на участие в финальном концерте в Осло. От рассылки своей заявки была освобождена Норвегия, как принимающая Евровидение-1996 страна. Данный аудиоотбор проходил 20-21 марта 1996 года и не имел трансляции по радио и/или ТВ. По итогам прослушивания Словения заняла 19-е место из 29, набрав 30 очков, что позволило им принять участие в конкурсе. 12 очков словенское жюри присудило Боснии и Герцеговине и 0 очков России. Россия присудила Словении 2 очка.

## На «Евровидении»
В Осло Регина выступила под номером 14, между Францией и Нидерландами. По итогам голосования она заняла только 21-е место из 23, набрав 16 баллов. Несмотря на столь низкий результат, Словении удалось пройти квалификацию на участие в Евровидение-1997 по новому правилу. 12 баллов словенское жюри присудило стране-победительнице конкурса, Ирландии. Дирижёром оркестра во время исполнения словенской заявки был Йоже Прившек.

### Голосование
| Очки      | Страна                          |
| --------- | ------------------------------- |
| 12 баллов |                                 |
| 10 баллов | - Ирландия                      |
| 8 баллов  |                                 |
| 7 баллов  |                                 |
| 6 баллов  |                                 |
| 5 баллов  | - Хорватия                      |
| 4 балла   | - Дания                         |
| 3 балла   | - Великобритания                |
| 2 балла   | - Бельгия - Нидерланды - Россия |
| 1 балл    | - Исландия - Швейцария          |

| Очки      | Страна               |
| --------- | -------------------- |
| 12 баллов | Босния и Герцеговина |
| 10 баллов | Ирландия             |
| 8 баллов  | Швеция               |
| 7 баллов  | Австрия              |
| 6 баллов  | Хорватия             |
| 5 баллов  | Македония            |
| 4 балла   | Испания              |
| 3 балла   | Эстония              |
| 2 балла   | Португалия           |
| 1 балл    | Великобритания       |

| Очки      | Страна                 |
| --------- | ---------------------- |
| 12 баллов |                        |
| 10 баллов |                        |
| 8 баллов  | - Босния и Герцеговина |
| 7 баллов  |                        |
| 6 баллов  | - Хорватия             |
| 5 баллов  |                        |
| 4 балла   |                        |
| 3 балла   |                        |
| 2 балла   |                        |
| 1 балл    | - Исландия - Испания   |

| Очки      | Страна     |
| --------- | ---------- |
| 12 баллов | Ирландия   |
| 10 баллов | Норвегия   |
| 8 баллов  | Эстония    |
| 7 баллов  | Швеция     |
| 6 баллов  | Исландия   |
| 5 баллов  | Нидерланды |
| 4 балла   | Мальта     |
| 3 балла   | Хорватия   |
| 2 балла   | Швейцария  |
| 1 балл    | Австрия    |